# Fred Lorenzen
Fred Lorenzen (Elmhurst, 30 de diciembre de 1934-18 de diciembre de 2024), a quien sus seguidores solían llamarlo The Golden Boy, Elmhurst Express, Fast Freddie o Fearless Freddie, fue un piloto de automovilismo estadounidense.

## Carrera automovilística
Compitió en NASCAR durante doce años y en las que ganó veintiséis carreras, incluyendo el Daytona 500 de 1965. Sumado a eso, fue miembro del Salón de la Fama del Automovilismo de Estados Unidos y el Salón de la Fama de NASCAR.

## Resultados

### NASCAR
- Negrita – Pole position por mejor tiempo de clasificación.
- Cursiva – Pole position por puntos o récord de prácticas.

* – Líder en vueltas.

#### Grand National Series
| NASCAR Grand National Series results | NASCAR Grand National Series results | NASCAR Grand National Series results | NASCAR Grand National Series results | NASCAR Grand National Series results | NASCAR Grand National Series results | NASCAR Grand National Series results | NASCAR Grand National Series results | NASCAR Grand National Series results | NASCAR Grand National Series results | NASCAR Grand National Series results | NASCAR Grand National Series results | NASCAR Grand National Series results | NASCAR Grand National Series results | NASCAR Grand National Series results | NASCAR Grand National Series results | NASCAR Grand National Series results | NASCAR Grand National Series results | NASCAR Grand National Series results | NASCAR Grand National Series results | NASCAR Grand National Series results | NASCAR Grand National Series results | NASCAR Grand National Series results | NASCAR Grand National Series results | NASCAR Grand National Series results | NASCAR Grand National Series results | NASCAR Grand National Series results | NASCAR Grand National Series results | NASCAR Grand National Series results | NASCAR Grand National Series results | NASCAR Grand National Series results | NASCAR Grand National Series results | NASCAR Grand National Series results | NASCAR Grand National Series results | NASCAR Grand National Series results | NASCAR Grand National Series results | NASCAR Grand National Series results | NASCAR Grand National Series results | NASCAR Grand National Series results | NASCAR Grand National Series results | NASCAR Grand National Series results | NASCAR Grand National Series results | NASCAR Grand National Series results | NASCAR Grand National Series results | NASCAR Grand National Series results | NASCAR Grand National Series results | NASCAR Grand National Series results | NASCAR Grand National Series results | NASCAR Grand National Series results | NASCAR Grand National Series results | NASCAR Grand National Series results | NASCAR Grand National Series results | NASCAR Grand National Series results | NASCAR Grand National Series results | NASCAR Grand National Series results | NASCAR Grand National Series results | NASCAR Grand National Series results | NASCAR Grand National Series results | NASCAR Grand National Series results | NASCAR Grand National Series results | NASCAR Grand National Series results | NASCAR Grand National Series results | NASCAR Grand National Series results | NASCAR Grand National Series results | NASCAR Grand National Series results | NASCAR Grand National Series results | NASCAR Grand National Series results | NASCAR Grand National Series results | NASCAR Grand National Series results |
| Año                                  | Equipo                               | N.º                                  | Marca                                | 1                                    | 2                                    | 3                                    | 4                                    | 5                                    | 6                                    | 7                                    | 8                                    | 9                                    | 10                                   | 11                                   | 12                                   | 13                                   | 14                                   | 15                                   | 16                                   | 17                                   | 18                                   | 19                                   | 20                                   | 21                                   | 22                                   | 23                                   | 24                                   | 25                                   | 26                                   | 27                                   | 28                                   | 29                                   | 30                                   | 31                                   | 32                                   | 33                                   | 34                                   | 35                                   | 36                                   | 37                                   | 38                                   | 39                                   | 40                                   | 41                                   | 42                                   | 43                                   | 44                                   | 45                                   | 46                                   | 47                                   | 48                                   | 49                                   | 50                                   | 51                                   | 52                                   | 53                                   | 54                                   | 55                                   | 56                                   | 57                                   | 58                                   | 59                                   | 60                                   | 61                                   | 62                                   | NGNC                                 | Pts                                  | Ref                                  |
| ------------------------------------ | ------------------------------------ | ------------------------------------ | ------------------------------------ | ------------------------------------ | ------------------------------------ | ------------------------------------ | ------------------------------------ | ------------------------------------ | ------------------------------------ | ------------------------------------ | ------------------------------------ | ------------------------------------ | ------------------------------------ | ------------------------------------ | ------------------------------------ | ------------------------------------ | ------------------------------------ | ------------------------------------ | ------------------------------------ | ------------------------------------ | ------------------------------------ | ------------------------------------ | ------------------------------------ | ------------------------------------ | ------------------------------------ | ------------------------------------ | ------------------------------------ | ------------------------------------ | ------------------------------------ | ------------------------------------ | ------------------------------------ | ------------------------------------ | ------------------------------------ | ------------------------------------ | ------------------------------------ | ------------------------------------ | ------------------------------------ | ------------------------------------ | ------------------------------------ | ------------------------------------ | ------------------------------------ | ------------------------------------ | ------------------------------------ | ------------------------------------ | ------------------------------------ | ------------------------------------ | ------------------------------------ | ------------------------------------ | ------------------------------------ | ------------------------------------ | ------------------------------------ | ------------------------------------ | ------------------------------------ | ------------------------------------ | ------------------------------------ | ------------------------------------ | ------------------------------------ | ------------------------------------ | ------------------------------------ | ------------------------------------ | ------------------------------------ | ------------------------------------ | ------------------------------------ | ------------------------------------ | ------------------------------------ | ------------------------------------ | ------------------------------------ | ------------------------------------ |
| 1956                                 | Fred Lorenzen                        | 50                                   | Chevy                                | HCY                                  | CLT                                  | WSS                                  | PBS                                  | ASF                                  | DAB                                  | PBS                                  | WIL                                  | ATL                                  | NWS                                  | LAN 26                               | RCH                                  |                                      |                                      |                                      |                                      |                                      |                                      |                                      |                                      |                                      |                                      |                                      |                                      |                                      |                                      |                                      |                                      |                                      |                                      |                                      |                                      |                                      |                                      |                                      |                                      |                                      |                                      |                                      |                                      |                                      |                                      |                                      |                                      |                                      |                                      |                                      |                                      |                                      |                                      |                                      |                                      |                                      |                                      |                                      |                                      |                                      |                                      |                                      |                                      |                                      |                                      | 120°                                 | -                                    | [ 2 ]                                |
| 1956                                 | Fred Lorenzen                        | 150                                  | Chevy                                |                                      |                                      |                                      |                                      |                                      |                                      |                                      |                                      |                                      |                                      |                                      |                                      | CLB 20                               | CON 22                               | GPS 21                               | HCY 20                               | HBO                                  | MAR 24                               | LIN                                  | CLT                                  | POR                                  | EUR                                  | NYF                                  | MER                                  | MAS                                  | CLT                                  | MCF                                  | POR                                  | AWS                                  | RSP                                  | PIF                                  | CSF                                  | CHI 20                               | CCF                                  | MGY                                  | OKL                                  | ROA DNQ                              | OBS                                  | SAN                                  | NOR                                  | PIF                                  | MYB                                  | POR                                  | DAR                                  | CSH                                  | CLT                                  | LAN                                  | POR                                  | CLB                                  | HBO                                  | NWP                                  | CLT                                  | CCF                                  | MAR                                  | HCY                                  | WIL                                  |                                      |                                      |                                      |                                      |                                      |                                      | 120°                                 | -                                    | [ 2 ]                                |
| 1960                                 | Fred Lorenzen                        | 28                                   | Ford                                 | CLT                                  | CLB                                  | DAY 3                                | DAY                                  | DAY 8                                | CLT                                  | NWS                                  | PHO                                  | CLB                                  | MAR 18                               | HCY                                  | WIL                                  | BGS                                  | GPS                                  | AWS                                  | DAR                                  | PIF                                  | HBO                                  | RCH                                  | HMS                                  | CLT 41                               | BGS                                  | DAY 3                                | HEI                                  | MAB                                  | MBS                                  | ATL 5                                | BIR                                  | NSV                                  | AWS                                  | PIF                                  | CLB                                  | SBO                                  | BGS                                  | DAR 28                               | HCY                                  | CSF                                  | GSP                                  | HBO                                  | MAR 12                               | NWS                                  | CLT 50                               | RCH                                  | ATL 10                               |                                      |                                      |                                      |                                      |                                      |                                      |                                      |                                      |                                      |                                      |                                      |                                      |                                      |                                      |                                      |                                      |                                      |                                      | 15°                                  | 6764                                 | [ 3 ]                                |
| 1961                                 | Tubby Gonzales                       | 80                                   | Ford                                 | CLT                                  | JSP                                  | DAY                                  | DAY                                  | DAY 4                                | PIF                                  | AWS                                  | HMS                                  |                                      |                                      |                                      |                                      |                                      |                                      |                                      |                                      |                                      |                                      |                                      |                                      |                                      |                                      |                                      |                                      |                                      |                                      |                                      |                                      |                                      |                                      |                                      |                                      |                                      |                                      |                                      |                                      |                                      |                                      |                                      |                                      |                                      |                                      |                                      |                                      |                                      |                                      |                                      |                                      |                                      |                                      |                                      |                                      |                                      |                                      |                                      |                                      |                                      |                                      |                                      |                                      |                                      |                                      | 19°                                  | 9316                                 | [ 4 ]                                |
| 1961                                 | Holman-Moody                         | 28                                   | Ford                                 |                                      |                                      |                                      |                                      |                                      |                                      |                                      |                                      | ATL 33                               | GPS                                  | HBO                                  | BGS                                  | MAR 1                                | NWS 19                               | CLB                                  | HCY                                  | RCH                                  | MAR 11*                              | DAR 1                                | CLT 5*                               | CLT                                  | RSD                                  | ASP                                  | CLT 35                               | PIF                                  | BIR                                  | GPS                                  | BGS                                  | NOR                                  | HAS                                  | STR                                  | DAY 2                                | ATL 1*                               | CLB                                  | MBS                                  | BRI 33                               | NSV                                  | BGS                                  | AWS                                  | RCH                                  | SBO                                  | DAR 29                               | HCY                                  | RCH                                  | CSF                                  | ATL 36                               | MAR 18                               | NWS DNQ                              | CLT 31                               | BRI                                  | GPS                                  | HBO                                  |                                      |                                      |                                      |                                      |                                      |                                      |                                      |                                      |                                      |                                      | 19°                                  | 9316                                 | [ 4 ]                                |
| 1962                                 | Holman-Moody                         | 28                                   | Ford                                 | CON                                  | AWS                                  | DAY 24                               | DAY                                  | DAY 5                                | CON 16                               | AWS                                  | SVH                                  | HBO                                  | RCH                                  | CLB                                  | NWS 2                                | GPS                                  | MBS                                  | MAR 4                                | BGS                                  | BRI 34                               | RCH                                  | HCY                                  | CON                                  | DAR 3                                | PIF                                  |                                      | ATL 1                                | BGS                                  | AUG                                  | RCH                                  | SBO                                  | DAY 24                               | CLB                                  | ASH                                  | GPS                                  | AUG                                  | SVH                                  | MBS                                  | BRI 2                                | CHT                                  | NSV                                  | HUN                                  | AWS                                  | STR                                  | BGS                                  | PIF                                  | VAL                                  | DAR 24                               |                                      |                                      |                                      |                                      | MAR 28                               | NWS 6                                | CLT 3                                | ATL 5                                |                                      |                                      |                                      |                                      |                                      |                                      |                                      |                                      |                                      | 7°                                   | 17554                                | [ 5 ]                                |
| 1962                                 | Holman-Moody                         | 0                                    | Ford                                 |                                      |                                      |                                      |                                      |                                      |                                      |                                      |                                      |                                      |                                      |                                      |                                      |                                      |                                      |                                      |                                      |                                      |                                      |                                      |                                      |                                      |                                      | CLT 3                                |                                      |                                      |                                      |                                      |                                      |                                      |                                      |                                      |                                      |                                      |                                      |                                      |                                      |                                      |                                      |                                      |                                      |                                      |                                      |                                      |                                      |                                      |                                      |                                      |                                      |                                      |                                      |                                      |                                      |                                      |                                      |                                      |                                      |                                      |                                      |                                      |                                      |                                      |                                      | 7°                                   | 17554                                | [ 5 ]                                |
| 1962                                 | Holman-Moody                         | 26                                   | Ford                                 |                                      |                                      |                                      |                                      |                                      |                                      |                                      |                                      |                                      |                                      |                                      |                                      |                                      |                                      |                                      |                                      |                                      |                                      |                                      |                                      |                                      |                                      |                                      |                                      |                                      |                                      |                                      |                                      |                                      |                                      |                                      |                                      |                                      |                                      |                                      |                                      |                                      |                                      |                                      |                                      |                                      |                                      |                                      |                                      |                                      | HCY 20                               | RCH 3                                | DTS                                  | AUG 1                                |                                      |                                      |                                      |                                      |                                      |                                      |                                      |                                      |                                      |                                      |                                      |                                      |                                      | 7°                                   | 17554                                | [ 5 ]                                |
| 1963                                 | Wood Brothers Racing                 | 21                                   | Ford                                 | BIR                                  | GGS                                  | THS                                  | RSD 22                               | DAY                                  |                                      |                                      |                                      |                                      |                                      |                                      |                                      |                                      |                                      |                                      |                                      |                                      |                                      |                                      |                                      |                                      |                                      |                                      |                                      |                                      |                                      |                                      |                                      |                                      |                                      |                                      |                                      |                                      |                                      |                                      |                                      |                                      |                                      |                                      |                                      |                                      |                                      |                                      |                                      |                                      |                                      |                                      |                                      |                                      |                                      |                                      |                                      |                                      |                                      |                                      |                                      |                                      |                                      |                                      |                                      |                                      |                                      | 3°                                   | 29684                                | [ 6 ]                                |
| 1963                                 | Holman-Moody                         | 28                                   | Ford                                 |                                      |                                      |                                      |                                      |                                      | DAY 3                                | DAY 2                                | PIF                                  | AWS                                  | HBO                                  | ATL 1                                | HCY                                  | BRI 2*                               | AUG                                  |                                      |                                      |                                      |                                      | MAR 5*                               | NWS 2                                | CLB                                  | THS                                  | DAR 30                               | ODS                                  | RCH                                  | CLT 1                                | BIR                                  | ATL 2                                | DAY 2                                | MBS                                  | SVH                                  | DTS                                  | BGS                                  | ASH                                  | OBS 3                                | BRR 2                                | BRI 1*                               | GPS                                  | NSV 18                               | CLB                                  | AWS 1*                               | PIF                                  | BGS                                  | ONA 1*                               | DAR 3                                | HCY 9                                | RCH 5                                | MAR 1*                               | DTS 5                                | NWS 2                                | THS 5*                               | CLT 2                                | SBO                                  | HBO                                  | RSD 32                               |                                      |                                      |                                      |                                      |                                      |                                      |                                      | 3°                                   | 29684                                | [ 6 ]                                |
| 1963                                 | McKinney Racing                      | 44                                   | Ford                                 |                                      |                                      |                                      |                                      |                                      |                                      |                                      |                                      |                                      |                                      |                                      |                                      |                                      |                                      | RCH 22                               | GPS 19                               | SBO                                  | BGS 6                                |                                      |                                      |                                      |                                      |                                      |                                      |                                      |                                      |                                      |                                      |                                      |                                      |                                      |                                      |                                      |                                      |                                      |                                      |                                      |                                      |                                      |                                      |                                      |                                      |                                      |                                      |                                      |                                      |                                      |                                      |                                      |                                      |                                      |                                      |                                      |                                      |                                      |                                      |                                      |                                      |                                      |                                      |                                      |                                      | 3°                                   | 29684                                | [ 6 ]                                |
| 1964                                 | Holman-Moody                         | 28                                   | Ford                                 | CON                                  | AUG 28                               | JSP                                  | SVH                                  | RSD 17                               | DAY                                  | DAY 17                               | DAY 31                               | RCH                                  | BRI 1*                               | GPS                                  | BGS                                  | ATL 1*                               | AWS                                  | HBO                                  | PIF                                  | CLB                                  | NWS 1*                               | MAR 1*                               | SVH                                  | DAR 1*                               | LGY                                  | HCY                                  | SBO                                  | CLT 4                                | GPS                                  | ASH                                  | ATL 31                               | CON                                  | NSV                                  | CHT                                  | BIR                                  | VAL                                  | PIF                                  | DAY 34                               | ODS                                  | OBS                                  | BRR                                  | ISP                                  | GLN                                  | LIN                                  | BRI 1                                | NSV                                  | MBS                                  | AWS                                  | DTS                                  | ONA                                  | CLB                                  | BGS                                  | STR                                  | DAR 22                               | HCY                                  | RCH                                  | ODS                                  | HBO                                  | MAR 1*                               | SVH                                  | NWS 2                                | CLT 1                                | HAR                                  | AUG                                  | JAC                                  | 13°                                  | 18098                                | [ 7 ]                                |
| 1965                                 | Holman-Moody                         | 28                                   | Ford                                 | RSD 24                               | DAY                                  | DAY 2                                | DAY 1                                | PIF                                  | AWS                                  | RCH                                  | HBO                                  | ATL 16                               | GPS                                  | NWS 7                                | MAR 1*                               | CLB                                  | BRI 27                               | DAR 25                               | LGY                                  | BGS                                  | HCY                                  | CLT 1*                               | CCF                                  | ASH                                  | HAR                                  | NSV                                  | BIR                                  | ATL 23                               | GPS                                  | MBS                                  | VAL                                  | DAY 31                               | ODS                                  | OBS                                  | ISP                                  | GLN                                  | BRI 20                               | NSV                                  | CCF                                  | AWS                                  | SMR                                  | PIF                                  | AUG                                  | CLB                                  | DTS                                  | BLV                                  | BGS                                  | DAR 11                               | HCY                                  | LIN                                  | ODS                                  | RCH                                  | MAR 21                               | NWS 19                               | CLT 1                                | HBO                                  | CAR 27                               | DTS                                  |                                      |                                      |                                      |                                      |                                      |                                      |                                      | 13°                                  | 18448                                | [ 8 ]                                |
| 1966                                 | Holman-Moody                         | 28                                   | Ford                                 | AUG                                  | RSD                                  | DAY 5                                | DAY                                  | DAY 4                                | CAR 26                               | BRI 22                               | ATL 2                                | HCY                                  | CLB                                  | GPS                                  | BGS                                  | NWS                                  | MAR                                  | DAR                                  | LGY                                  | MGR                                  | MON                                  | RCH                                  | CLT                                  | DTS                                  | ASH                                  | PIF                                  | SMR                                  | AWS                                  | BLV                                  | GPS                                  | DAY                                  | ODS                                  | BRR                                  | OXF                                  | FON                                  | ISP                                  | BRI                                  | SMR                                  | NSV                                  |                                      |                                      |                                      |                                      |                                      | DAR 5                                | HCY                                  | RCH                                  | HBO                                  | MAR 1                                | NWS 23*                              | CLT 25                               | CAR 1*                               |                                      |                                      |                                      |                                      |                                      |                                      |                                      |                                      |                                      |                                      |                                      |                                      |                                      | 23°                                  | 12454                                | [ 9 ]                                |
| 1966                                 | Holman-Moody                         | 26                                   | Ford                                 |                                      |                                      |                                      |                                      |                                      |                                      |                                      |                                      |                                      |                                      |                                      |                                      |                                      |                                      |                                      |                                      |                                      |                                      |                                      |                                      |                                      |                                      |                                      |                                      |                                      |                                      |                                      |                                      |                                      |                                      |                                      |                                      |                                      |                                      |                                      |                                      | ATL 23                               | CLB                                  | AWS                                  | BLV                                  | BGS                                  |                                      |                                      |                                      |                                      |                                      |                                      |                                      |                                      |                                      |                                      |                                      |                                      |                                      |                                      |                                      |                                      |                                      |                                      |                                      |                                      |                                      | 23°                                  | 12454                                | [ 9 ]                                |
| 1967                                 | Holman-Moody                         | 28                                   | Ford                                 | AUG                                  | RSD 15                               | DAY                                  | DAY 1                                | DAY 2                                | AWS                                  | BRI 15                               | GPS                                  | BGS                                  | ATL 28                               | CLB                                  | HCY                                  | NWS                                  | MAR                                  | SVH                                  | RCH                                  | DAR                                  | BLV                                  | LGY                                  | CLT                                  | ASH                                  | MGR                                  | SMR                                  | BIR                                  | CAR                                  | GPS                                  | MGY                                  | DAY                                  | TRN                                  | OXF                                  | FDA                                  | ISP                                  | BRI                                  | SMR                                  | NSV                                  | ATL                                  | BGS                                  | CLB                                  | SVH                                  | DAR                                  | HCY                                  | RCH                                  | BLV                                  | HBO                                  | MAR                                  | NWS                                  | CLT                                  | CAR                                  | AWS                                  |                                      |                                      |                                      |                                      |                                      |                                      |                                      |                                      |                                      |                                      |                                      |                                      |                                      | 29°                                  | 9268                                 | [ 10 ]                               |
| 1970                                 | Fox Racing                           | 28                                   | Dodge                                | RSD                                  | DAY                                  | DAY                                  | DAY                                  | RCH                                  | CAR                                  | SVH                                  | ATL                                  | BRI                                  | TAL                                  | NWS                                  | CLB                                  | DAR                                  | BLV                                  | LGY                                  | CLT 24                               | SMR                                  | MAR                                  | MCH                                  | RSD                                  | HCY                                  | KPT                                  | GPS                                  | DAY 32                               | AST                                  | TPN                                  | TRN                                  | BRI 27                               | SMR                                  | NSV                                  | ATL 22                               | CLB                                  | ONA                                  | MCH                                  | TAL                                  | BGS                                  | SBO                                  |                                      |                                      |                                      |                                      |                                      |                                      |                                      |                                      |                                      |                                      |                                      |                                      |                                      |                                      |                                      |                                      |                                      |                                      |                                      |                                      |                                      |                                      |                                      |                                      |                                      | 54°                                  | 231                                  | [ 11 ]                               |
| 1970                                 | Junior Johnson & Associates          | 98                                   | Ford                                 |                                      |                                      |                                      |                                      |                                      |                                      |                                      |                                      |                                      |                                      |                                      |                                      |                                      |                                      |                                      |                                      |                                      |                                      |                                      |                                      |                                      |                                      |                                      |                                      |                                      |                                      |                                      |                                      |                                      |                                      |                                      |                                      |                                      |                                      |                                      |                                      |                                      | DAR 33                               | HCY                                  | RCH                                  | DOV                                  | NCF                                  | NWS                                  |                                      |                                      |                                      |                                      |                                      |                                      |                                      |                                      |                                      |                                      |                                      |                                      |                                      |                                      |                                      |                                      |                                      |                                      |                                      | 54°                                  | 231                                  | [ 11 ]                               |
| 1970                                 | Fox Racing                           | 3                                    | Dodge                                |                                      |                                      |                                      |                                      |                                      |                                      |                                      |                                      |                                      |                                      |                                      |                                      |                                      |                                      |                                      |                                      |                                      |                                      |                                      |                                      |                                      |                                      |                                      |                                      |                                      |                                      |                                      |                                      |                                      |                                      |                                      |                                      |                                      |                                      |                                      |                                      |                                      |                                      |                                      |                                      |                                      |                                      |                                      | CLT 3                                | MAR                                  | MGR                                  | CAR                                  | LGY                                  |                                      |                                      |                                      |                                      |                                      |                                      |                                      |                                      |                                      |                                      |                                      |                                      |                                      |                                      | 54°                                  | 231                                  | [ 11 ]                               |
| 1971                                 | Nichels Engineering                  | 99                                   | Plymouth                             | RSD                                  | DAY 5                                | DAY                                  | DAY 5                                | ONT 30                               | RCH                                  | CAR 4                                | HCY                                  | BRI                                  | ATL 35                               | CLB                                  | GPS                                  | SMR                                  | NWS                                  | MAR 20                               | DAR 18                               | SBO                                  | TAL 5                                | ASH                                  | KPT                                  | CLT 5                                | DOV 2                                | MCH 7                                | RSD                                  | HOU                                  | GPS                                  | DAY 7                                | BRI                                  | AST                                  | ISP                                  | TRN                                  | NSV                                  | ATL                                  | BGS                                  | ONA                                  | MCH                                  | TAL 4                                | CLB                                  | HCY                                  | DAR                                  | MAR                                  | CLT                                  | DOV 31                               | CAR                                  | MGR                                  | RCH                                  | NWS                                  | TWS                                  |                                      |                                      |                                      |                                      |                                      |                                      |                                      |                                      |                                      |                                      |                                      |                                      |                                      |                                      | 45°                                  | 611                                  | [ 12 ]                               |

#### Winston Cup Series
| Año  | Equipo           | N.º | Marca | 1   | 2   | 3   | 4   | 5   | 6   | 7   | 8      | 9   | 10  | 11    | 12     | 13  | 14  | 15  | 16  | 17  | 18  | 19    | 20    | 21     | 22  | 23  | 24    | 25  | 26  | 27     | 28  | 29  | 30  | 31  | NWCC | Pts    | Ref    |
| ---- | ---------------- | --- | ----- | --- | --- | --- | --- | --- | --- | --- | ------ | --- | --- | ----- | ------ | --- | --- | --- | --- | --- | --- | ----- | ----- | ------ | --- | --- | ----- | --- | --- | ------ | --- | --- | --- | --- | ---- | ------ | ------ |
| 1972 | Ellington Racing | 28  | Ford  | RSD | DAY | RCH | ONT | CAR | ATL | BRI | DAR 29 | NWS | MAR | TAL 4 | CLT 18 | DOV | MCH | RSD | TWS | DAY | BRI |       |       |        |     |     |       |     |     |        |     |     |     |     | 39°  | 1333.5 | [ 13 ] |
| 1972 | Donlavey Racing  | 90  | Ford  |     |     |     |     |     |     |     |        |     |     |       |        |     |     |     |     |     |     | TRN 4 |       |        |     |     |       |     |     |        |     |     |     |     | 39°  | 1333.5 | [ 13 ] |
| 1972 | Ellington Racing | 28  | Chevy |     |     |     |     |     |     |     |        |     |     |       |        |     |     |     |     |     |     |       | ATL 6 | TAL 20 | MCH | NSV | DAR 4 | RCH | DOV | MAR 27 | NWS | CLT | CAR | TWS | 39°  | 1333.5 | [ 13 ] |

##### Daytona 500
| Año  | Equipo              | Marca    | Salida | Llegada |
| ---- | ------------------- | -------- | ------ | ------- |
| 1960 | Fred Lorenzen       | Ford     | 5      | 8       |
| 1961 | Tubby Gonzales      | Ford     | 45     | 4       |
| 1962 | Holman-Moody        | Ford     | 34     | 5       |
| 1963 | Holman-Moody        | Ford     | 2      | 2       |
| 1964 | Holman-Moody        | Ford     | 34     | 31      |
| 1965 | Holman-Moody        | Ford     | 4      | 1       |
| 1966 | Holman-Moody        | Ford     | 9      | 4       |
| 1967 | Holman-Moody        | Ford     | 4      | 2       |
| 1971 | Nichels Engineering | Plymouth | 9      | 5       |

## Muerte
Lorenzen murió el 18 de diciembre de 2024 por complicaciones con la demencia a los 89 años.

## Logros
- Miembro del Motorsports Hall of Fame of America desde 2001.[15]
- Nombrado como uno de los mejores 50 pilotos de la historia de NASCAR en 1998.
- Miembro del NASCAR Hall of Fame en enero de 2015.